# Monte Corno Battisti
Il monte Corno Battisti, già monte Corno di Vallarsa, (1778 m) è una cima del massiccio del Pasubio, nel gruppo delle Prealpi Vicentine. Amministrativamente si trova in territorio trentino e fu teatro, durante il primo conflitto mondiale, della battaglia del Monte Corno.

## Descrizione
Si tratta di una cima scabra e piuttosto imponente nel paesaggio circostante, che spicca vista dalla sottostante Vallarsa. Tuttavia non è di particolare importanza alpinistica, ma di grande rilevanza storica.

### Via ferrata Franco Galli al Corno Battisti
Il 23 agosto 1987 è stato inaugurata la via ferrata Franco Galli che risale dalla frazione Valmorbia, in Vallarsa, alla sommità del Corno Battisti con alcuni passaggi in galleria.
In precedenza, il 18 agosto 1985, alcuni alpinisti vicentini appassionati del Pasubio hanno riscoperto l'accesso all'impervio sistema di gallerie del Corno Battisti che, per loro stessa ammissione, è molto più pericoloso e con il rischio di crolli più elevato rispetto al sistema dei Denti.

## Storia
(Ernest Hemingway)
Fu teatro di una lunga battaglia durante la prima guerra mondiale, che terminò nel 1918 con la vittoria italiana. Nel 1916 fu il luogo in cui vennero catturati Cesare Battisti e Fabio Filzi.
Per le azioni di guerra svoltesi tra il 1916 e il 1918 sul monte Corno furono assegnate ben quattro delle dodici medaglie d'oro al valor militare concesse a combattenti del Pasubio e menzionate con apposita targa sulla Strada degli Eroi.

### Origine del nome
Sino alla prima guerra mondiale il nome del monte era monte Corno di Vallarsa, e solo dopo le vicende belliche che lo riguardarono venne ribattezzato con il nome attuale.

## Galleria d'immagini

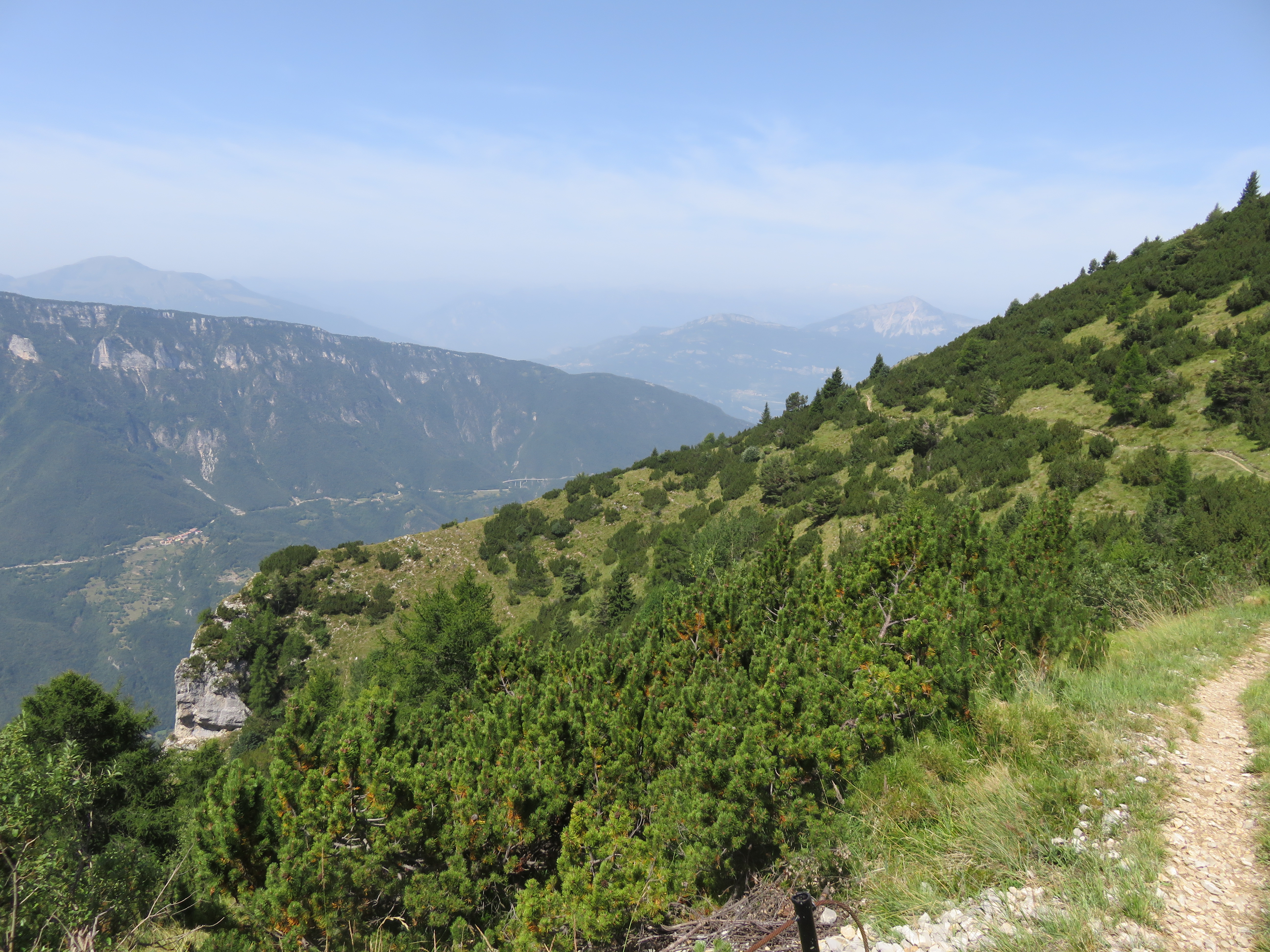
Panorama sulla valle
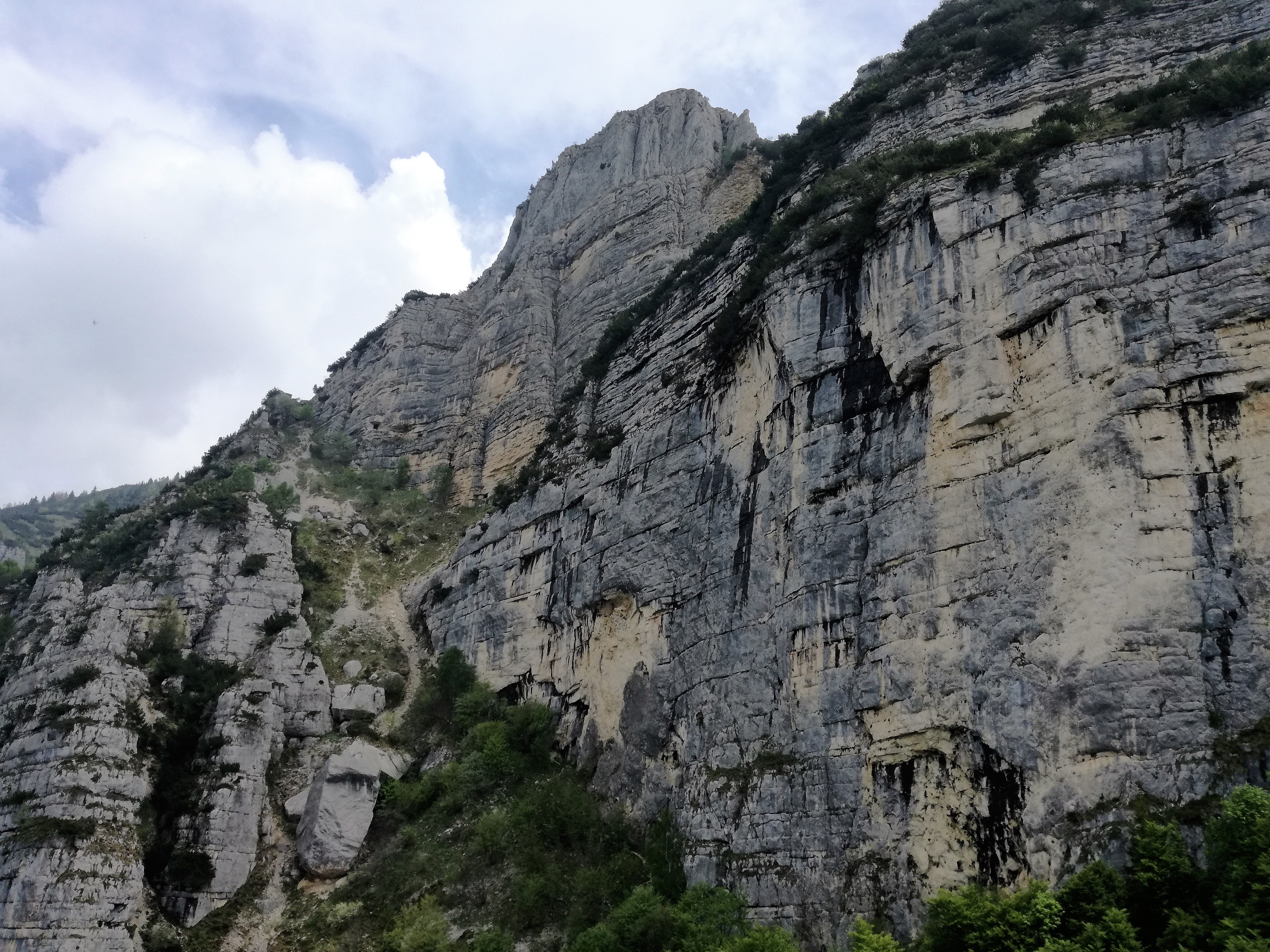
Parete occidentale con la Bocca dei Leoni
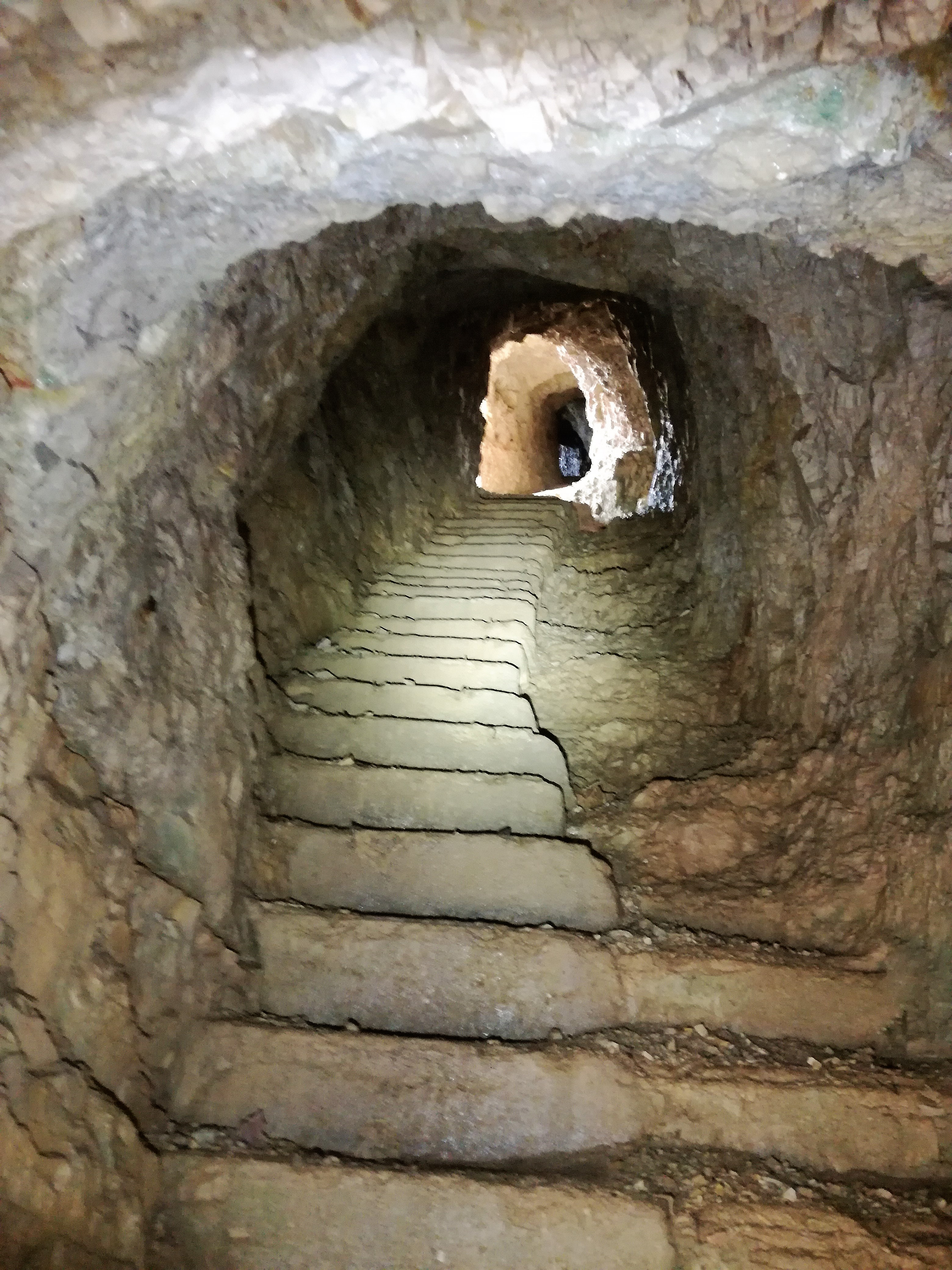
Galleria iniziale alla Bocca dei Leoni
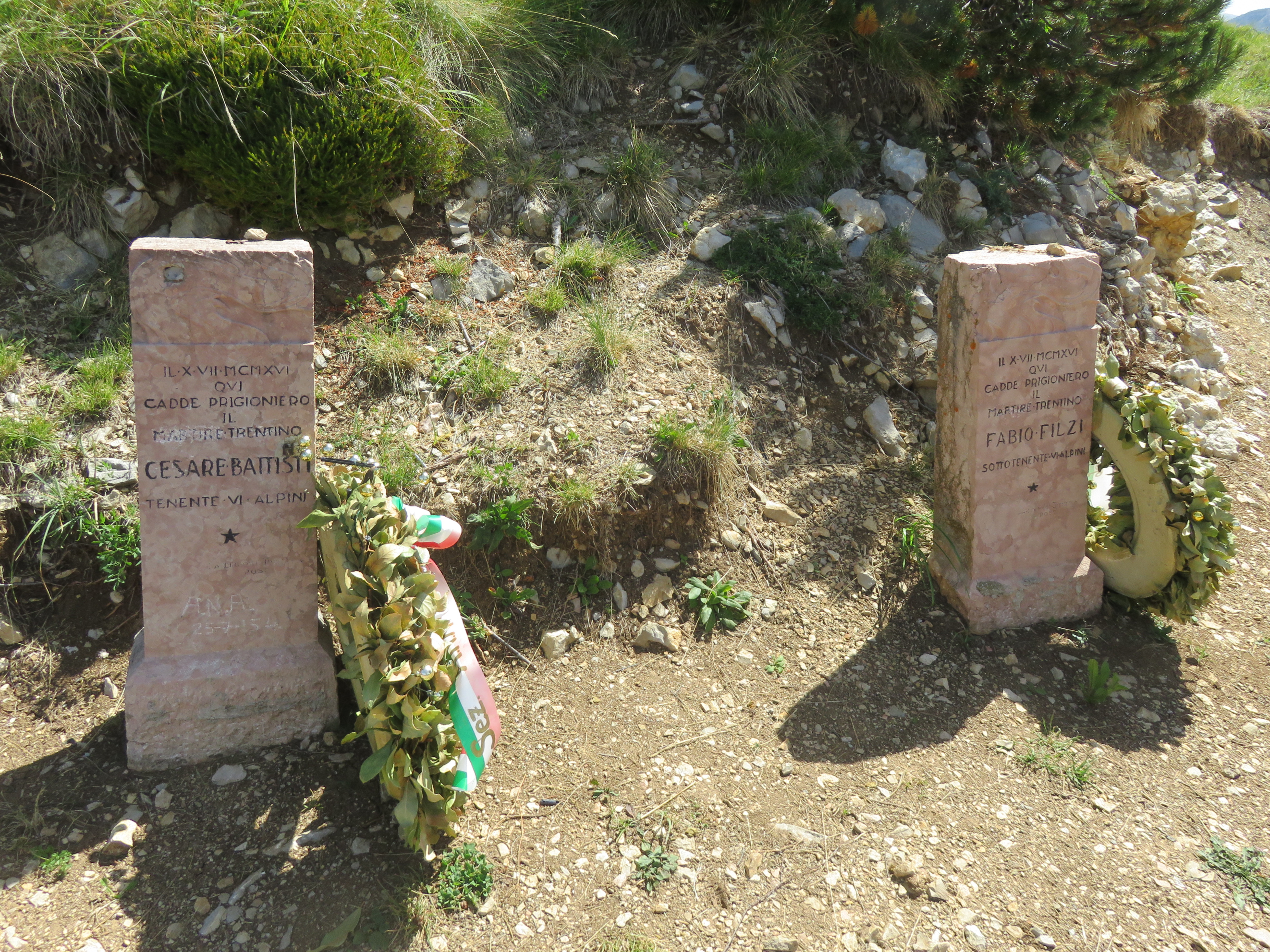
Cippi sul Monte Corno dedicati a Cesare Battisti e Fabio Filzi
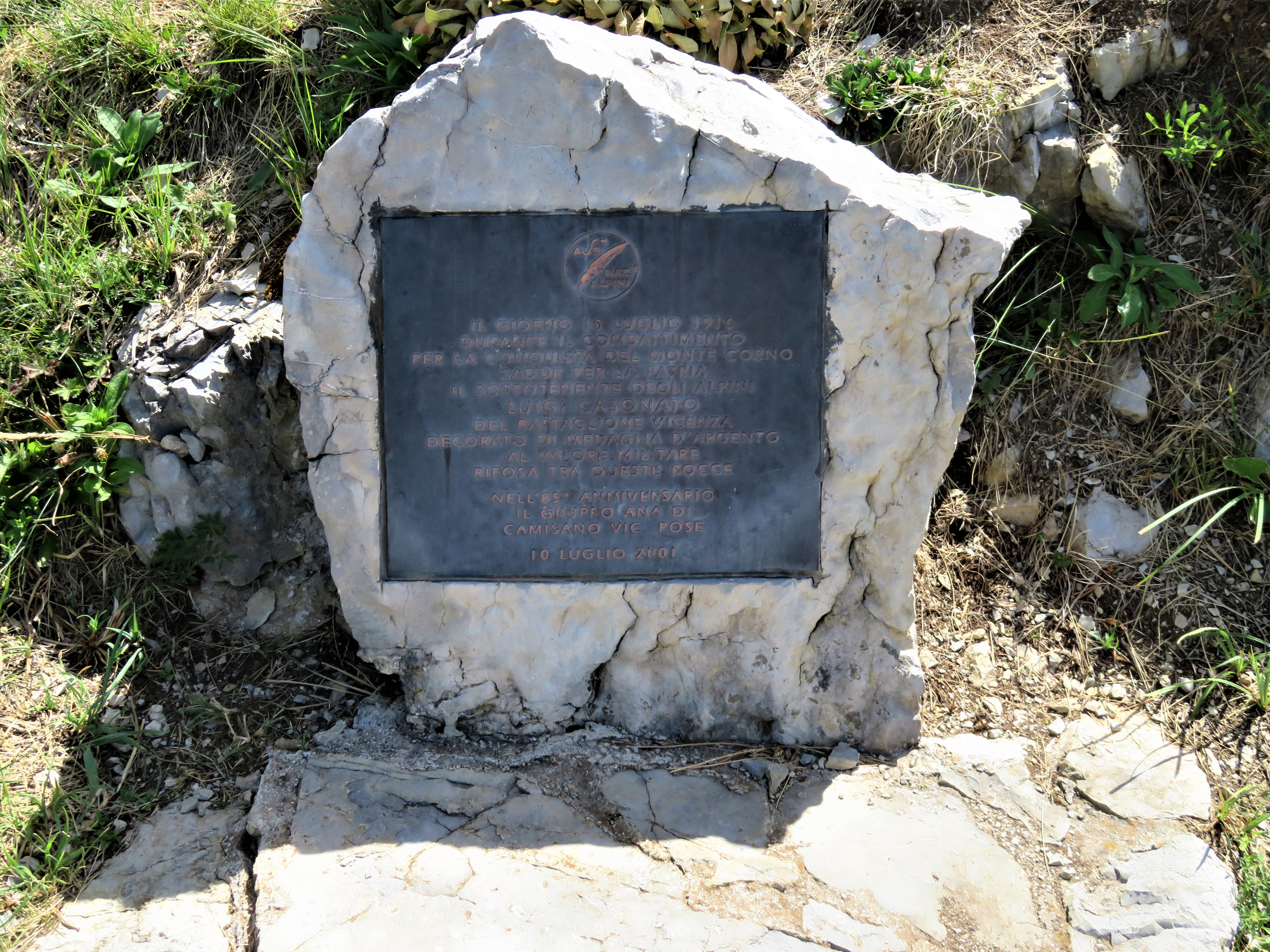
Monumento al sottotenente degli alpini Luigi Casonato, caduto sul Monte Corno Battisti il 10 luglio 1916